# Bertya ingramii
Bertya ingramii är en törelväxtart som beskrevs av T.A.James. Bertya ingramii ingår i släktet Bertya och familjen törelväxter. Inga underarter finns listade i Catalogue of Life.